# اوروبونو

اوروبونو شهری در شهرستان بورومو در استان باله در بورکینافاسوی جنوبی است و جمعیت آن ۱۵۱۱ نفر است.